# سهيل والزهرة المفقودة (مسلسل)
سهيل والزهرة المفقودة مسلسل مصري-كويتي، من إخراج أحمد تعيلب.

## الممثلون
- جاسم النبهان.
- فكري سليم.
- عبد المحسن الحداد.
- عذبي الكندري.
- الجوري الحداد.
- ياسر الزنكلوني.
- طلعت الشريف.
- حسين الحداد.
- رضا فيجوز.
- مهران السويسي.
- أشرف عبد الحليم.
- أحمد سند.
- أشرف خاطر.